# کریگ زوبل
راجر کریگ زوبل (انگلیسی: Roger Craig Zobel) فیلم‌ساز و بازیگر آمریکایی است. او کارگردان فیلم‌های انطباق (۲۰۱۲)، ز مثل زکریا (۲۰۱۵) و شکار (۲۰۲۰) است. از جمله آثار تلویزیونی که او در آن نقش داشته‌است می‌توان بازماندگان، خدایان آمریکایی، وست‌ورلد و میر اهل ایست‌تاون (۲۰۲۱) را نام برد.